# Eterosocialità
Il termine eterosocialità descrive relazioni con persone del sesso opposto, o avere una preferenza per questo tipo di relazione, spesso escludendo la componente romantica o sessuale. Il suo opposto è detto in Sociologia omosocialità, per intendere relazioni con lo stesso sesso. Al contrario dell'omosocialità, per sua natura, l'eterosocialità può essere usata per descrivere solo relazioni tra due persone. Infatti, un gruppo con più di due componenti può essere solo omosociale o bisociale.